# Сальма Хаєк

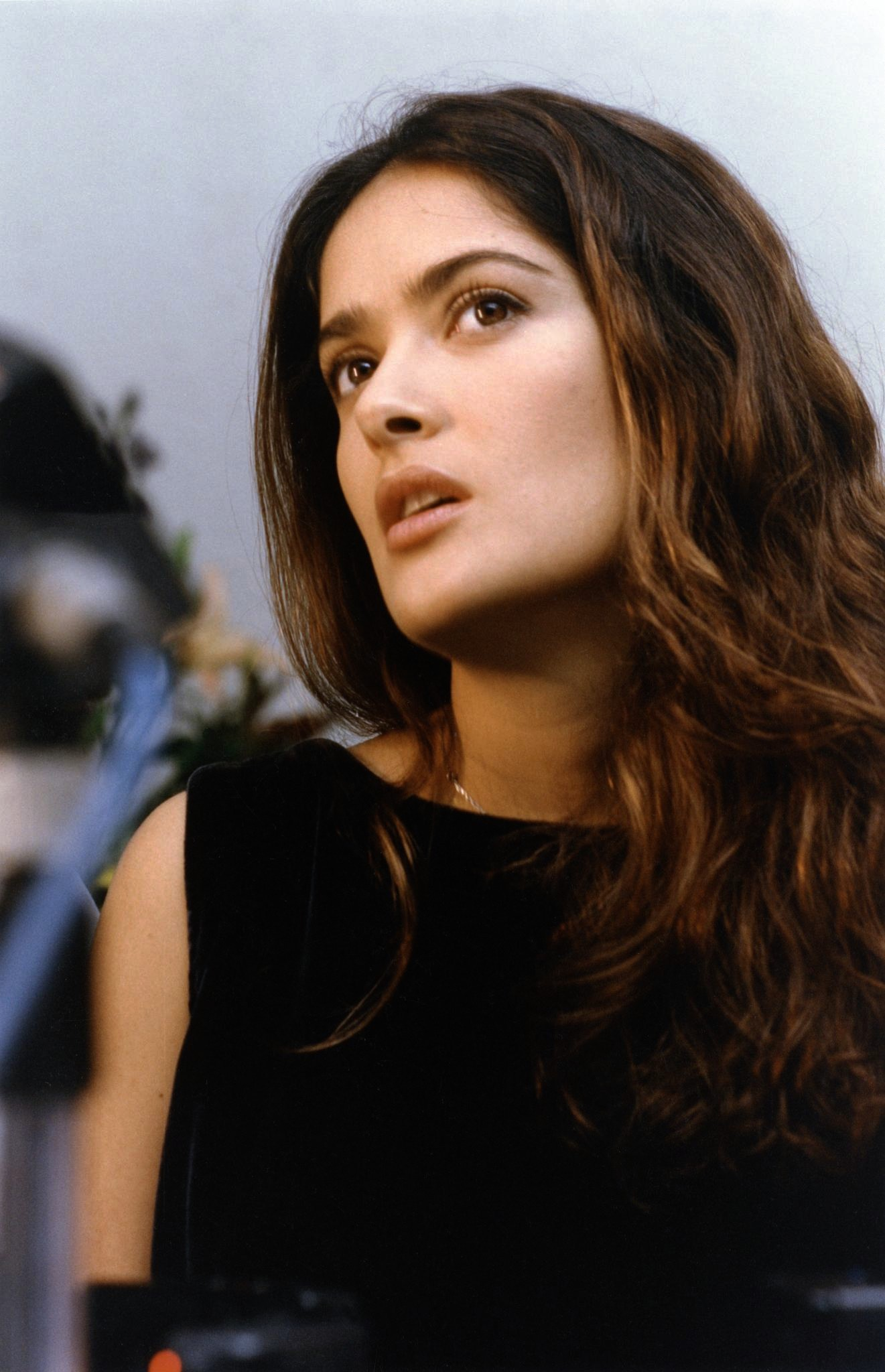
Сальма Хаєк, 2004 рік

Сальма Вальгарма Хаєк Піно (ісп. Salma Valgarma Hayek Pinault; ур. Сальма Хаєк Хіменес; ісп. Salma Hayek Jiménez, нар. 2 вересня 1966)  — мексиканська та американська кіноакторка, режисерка та продюсерка. Відома феміністичними поглядами і благодійною діяльністю.

## Життєпис
Народилася в місті Коацакоалькос, штат Веракрус, Мексика. 
Молодший брат Самі (1972 р.н.) працює меблевим дизайнером. Мати Сальми — Діана Хіменес Медіна, оперна співачка та скаутка іспанського походження. Батько — Самі Хаєк Домінгез, балотувався на пост голови міста Коацакоалькос. Дід Сальми по батьківській лінії був ліванцем. Акторка має також іспанське коріння. Ім′я «Сальма» арабською означає «мир», «тиша», «спокій». Сальма виховувалася у багатій римо-католицькій сім′ї. З 12 років почала навчатися в Академії Святого Серця (штат Луїзіана, США). Під час навчання в академії у неї діагностовано дислексію. Далі акторка продовжила навчання в Ібероамериканському університеті (Мехіко), де вивчала міжнародні відносини.
У березні 2007 підтвердила повідомлення про заручини із французьким мільярдером Франсуа-Анрі Піно і вагітність, а 21 вересня 2007 року в Лос-Анджелесі народила доньку Валентину-Палому Піно. У липні 2008 року Хаєк розірвала заручини. Однак 14 лютого 2009 року пара зареєструвала шлюб у мерії 6-го округу Парижа, а 25 квітня провела церемонію одруження повторно в старовинному оперному театрі Ла Феніче у Венеції.
У липні 2024 року  до відкриття олімпійських ігор пронесла факел  у Парижі .

## Сальма Хаєк та Україна
У Instagram запостила фото з Кім Кардаш'ян підтримки України, на якому Сальма була одягнена в синьо-жовту футболку.

## Фільмографія
| Рік       |     | Українська назва                        | Оригінальна назва                        | Роль                                             |
| --------- | --- | --------------------------------------- | ---------------------------------------- | ------------------------------------------------ |
| 2023      | ф   | Супер Майк: Останній танець             | Magic Mike's Last Dance                  | Максандра Мендоса                                |
| 2022      | мф  | Кіт у чоботях 2: Останнє бажання        | Puss in Boots: The Last Wish             | Киця М'яколапка (голос)                          |
| 2021      | ф   | Гуччі                                   | House of Gucci                           | Джузеппіна "Піна" Аурієма                        |
| 2021      | ф   | Вічні                                   | The Eternals                             | Аяк                                              |
| 2021      | ф   | Тілоохоронець дружини кілера            | The Hitman's Wife's Bodyguard            | Соні Кінкейд                                     |
| 2021      | ф   | Блаженство                              | Bliss                                    | Ізабель                                          |
| 2020      | ф   |                                         | The Roads Not Taken                      | Долорес                                          |
| 2020      | ф   | Гламурний бізнес                        | Like a boss                              | Клер Луна                                        |
| 2018      | ф   | Операція «Колібрі»                      | The Hummingbird Project                  | Єва Торрес                                       |
| 2018      | ф   | П'яні батьки                            | Drunk Parents                            |                                                  |
| 2017      | кф  | Як знімали «Одинадцяту годину»          | The Making of 11th Hour                  |                                                  |
| 2017      | ф   | Охоронець кілера                        | The Hitman's Bodyguard                   | Соня Кінкейд                                     |
| 2017      | кф  | Одинадцята година                       | 11th Hour                                | Марія Хосе                                       |
| 2017      | ф   | Як бути латинським коханцем             | How to Be a Latin Lover                  | Сара                                             |
| 2017      | ф   | Беатріс за вечерею                      | Beatriz at Dinner                        | Беатріс                                          |
| 2016      | мф  | Повний розковбас                        | Sausage Party                            | Тереза (голос)                                   |
| 2016      | в   | Я врятувала виконавця танцю живота      | I Saved My Belly Dancer                  |                                                  |
| 2015      | ф   | Вересні Шираза                          | Septembers of Shiraz                     | Фарніз                                           |
| 2015      | ф   | Казка казок (фільм)                     | Il racconto dei racconti / Tale of Tales | Королева Долини Туманів                          |
| 2014      | ф   | Як кохатися по-англійськи               | Some Kind of Beautiful                   | Олівія                                           |
| 2014      | ф   | Еверлі                                  | Everly                                   | Еверлі                                           |
| 2014      | мф  | Пророк                                  | The Prophet                              | Каміла (голос)                                   |
| 2014      | ф   | Маппет у розшуку                        | Muppets Most Wanted                      | Сальма Хаєк                                      |
| 2014      | док | Рани смерті                             | Ferite a morte                           | Оповідач / Сальма Хаєк                           |
| 2013      | ф   | Однокласники 2                          | Grown Ups 2                              | Роксі (Роксана) Чейз-Федер                       |
| 2009—2013 | с   | 30 потрясінь                            | 30 Rock                                  | Еліза Падрієра, 7 епізодів                       |
| 2012      | ф   | Товстун на ринзі                        | Here Comes the Boom                      | Белла Флорес                                     |
| 2012      | в   | Дикуни: Допити                          | Savages: The Interrogations              | Елена                                            |
| 2012      | ф   | Дикуни                                  | Savages                                  | Елена                                            |
| 2012      | мф  | Пірати! Банда невдах                    | The Pirates! Band of Misfits             | Шаблюка Ліз (голос)                              |
| 2011      | ф   | Остання іскра життя                     | La chispa de la vida                     | Луїза                                            |
| 2011      | мф  | Кіт у чоботях                           | Puss in Boots                            | Кицька М'яколапка (голос)                        |
| 2011      | ф   | Американець                             | Americano                                | Лола                                             |
| 2010      | ф   | Однокласники                            | Grown Ups                                | Роксі (Роксана) Чейз-Федер                       |
| 2009      | ф   | Історія одного вампіра                  | Cirque du Freak: The Vampire's Assistant | Мадам Труска                                     |
| 2007      | ф   | Крізь Всесвіт                           | Across the Universe                      | співочі медсестри-клони                          |
| 2006—2007 | с   | Погануля                                | Ugly Betty                               | Софія Реєс (8 епізодів)                          |
| 2006      | ф   | Самотні серця                           | Lonely Hearts                            | Марта Бек                                        |
| 2006      | ф   | Запитай у пилу                          | Ask the Dust                             | Камілла Лопес                                    |
| 2006      | ф   | Бандитки                                | Bandidas                                 | Сара Сандовал                                    |
| 2004      | ф   | Після заходу сонця                      | After the Sunset                         | Лола Чирілло                                     |
| 2003      | ф   | Одного разу в Мексиці                   | Once Upon a Time in Mexico               | Кароліна                                         |
| 2003      | ф   | Діти шпигунів-3D: Кінець гри            | Spy Kids 3-D: GameOver                   | Ческа (Франческа) Гігглс                         |
| 2002      | ф   | Фріда                                   | Frida                                    | Фріда Кало                                       |
| 2001      | тф  | У час метеликів                         | In the Time of the Butterflies           | Мінерва Мірабаль                                 |
| 2001      | ф   | Готель                                  | Hotel                                    | Чарлі Бо                                         |
| 2000      | ф   | Трафік                                  | Traffic                                  | Розаріо                                          |
| 2000      | ф   | Життя на повну                          | La gran vida                             | Лола                                             |
| 2000      | ф   | Недотепи                                | Chain of Fools                           | Колко                                            |
| 2000      | ф   | Таймкод                                 | Timecode                                 | Роза                                             |
| 1999      | с   | Мотор!                                  | Action                                   | Сальма Хаєк, 1 епізод                            |
| 1999      | ф   | Дикий, дикий Вест                       | Wild Wild West                           | Ріта Ескобар                                     |
| 1999      | ф   | Полковнику ніхто не пише                | El coronel no tiene quien le escriba     | Джулія                                           |
| 1999      | в   | Вілл Сміт: Дикий, дикий Вест            | Will Smith: Wild Wild West               | Ріта Ескобар                                     |
| 1999      | ф   | Догма                                   | Dogma                                    | Муза (Інтуїція)                                  |
| 1998      | ф   | Факультет                               | The Faculty                              | Роза Гарпер                                      |
| 1998      | ф   | Ласкаво просимо до Голлівуду            | Welcome to Hollywood                     | Сальма Хаєк                                      |
| 1998      | ф   | Швидкісний Гарі                         | The Velocity of Gary                     | Мері Кармен                                      |
| 1998      | ф   | Студія 54                               | 54                                       | Аніта Рандаццо                                   |
| 1997      | кф  | Систола і діастола                      | Sistole Diastole                         | Кармеліта                                        |
| 1997      | ф   | На межі розриву                         | Breaking Up                              | Моніка                                           |
| 1997      | с   | Хороші люди                             | Gente bien                               | Тереза, 1 епізод                                 |
| 1997      | тф  | Горбань із Нотр-Дама                    | The Hunchback                            | Есмеральда                                       |
| 1997      | ф   | Дурні завжди поспішають                 | Fools Rush In                            | Ізабель Фуентес Вітмен                           |
| 1996      | ф   | Втікачі                                 | Fled                                     | Кора                                             |
| 1996      | ф   | Веди мене додому                        | Follow Me Home                           | Вероніка                                         |
| 1996      | ф   | Від заходу до світанку                  | From Dusk Till Dawn                      | Сантаніко Пандемоніум                            |
| 1995      | ф   | Чесна гра                               | Fair Game                                | Ріта                                             |
| 1995      | ф   | Чотири кімнати                          | Four Rooms                               | танцівниця в телешоу (розділ «Порушники спокою») |
| 1995      | в   | Краще, ніж Езра: Розалія, версія перша  | Better Than Ezra: Rosealia, Version 1    | Розалія                                          |
| 1995      | ф   | Відчайдушний                            | Desperado                                | Кароліна                                         |
| 1995      | ф   | Алея чудес                              | El Callejón de los Milagros              | Альма                                            |
| 1994      | тф  | Вишнева вулиця, на південь від Головної | Cherry Street, South of Main             |                                                  |
| 1994      | тф  | Гонщики                                 | Roadracers                               | Донна                                            |
| 1994      | с   | Бунтівне шосе                           | Rebel Highway                            | Донна, 1 епізод                                  |
| 1994      | с   | Політ орла                              | El vuelo del águila                      | Джуліана Каталіна Ромеро, 1 епізод               |
| 1993      | с   | Шоу Сінбада                             | The Sinbad Show                          | Глорія Контрерас, 3 епізоди                      |
| 1993      | ф   | Моє шалене життя                        | Mi vida loca                             | Гата                                             |
| 1993      | с   | Оселя Джека                             | Jack's Place                             | Циганка Ката (Катріна) Ніклос, 1 епізод          |
| 1992      | с   | Медсестри                               | Nurses                                   | Йоланда Куевас, 1 епізод                         |
| 1992      | с   | Мрій!                                   | Dream On                                 | Кармелла, 1 епізод                               |
| 1992      | с   | Вуличне правосуддя                      | Street Justice                           | Андреа, 1 епізод                                 |
| 1989      | с   | Тереза                                  | Teresa                                   | Тереза, головна роль                             |
| 1988—1989 | с   | Новий світанок                          | Un nuevo amanecer                        | Фабіола, головна роль                            |